# متحف زمويدزينافيسيوس
متحف زمويدزينافيسيوس (بالليتوانية: Žmuidzinavičiaus muziejus)، والمعروف أيضًا باسم متحف الشيطان (Velnių muziejus)، هو متحف في كاوناس، ليتوانيا، مخصص لجمع وعرض منحوتات الشياطين من جميع أنحاء العالم.المتحف جزء من متحف M. K. Čiurlionis الوطني للفنون. بدأ الفنان أنتاناس Žmuidzinavičius (1876-1966) في جمع هذه المنحوتات، وأُنشئ متحف تذكاري في منزله بعد وفاته. في عام 1966، كانت مجموعة الشيطان تتكون من 260 منحوتة، لكن الزوار بدأوا في ترك شياطينهم كهدايا للمتحف. في عام 1982، تم بناء امتداد من ثلاثة طوابق لإيواء المجموعة المتوسعة، وبحلول عام 2009، نمت مقتنيات المتحف إلى 3000 قطعة.
معظم منخوتات الشياطين خشبية أو خزفية أو حجرية أو ورقية. والبعض الآخر أقنعة أو لوحات على الحرير أو القماش. تتنوع أساليب الشياطين، التي جُمعت من جميع أنحاء العالم، في حين أن العديد منها قطع فنية للعرض فقط، إلا أن بعضها الآخر أُدمج في أشياء قابلة للاستخدام مثل الغليون وكسارات البندق. وتمثل العديد من هذه القطع أساطير شعبية، بينما يعبر بعضها الآخر عن أفكار سياسية معاصرة. على سبيل المثال، يُصوّر أحد المنحوتات هتلر وستالين كشيطانين في رقصة موت فوق كومة من عظام بشرية.